# 2024 MK
2024 MK es un objeto cercano a la Tierra de tipo S con un diámetro aproximado de 150 metros que pasó cerca de la Tierra el 29 de junio de 2024. Fue descubierto por ATLAS en Sudáfrica, Sutherland, el 16 de junio de 2024. Este asteroide viaja tanto en el cinturón principal como en la región cercana a la Tierra. Pasó cerca de la Tierra el 29 de junio de 2024 a una distancia de 295,000 kilómetros (184,000 millas). Esta distancia equivale aproximadamente a 0.77 distancias lunares (LD). Su aproximación a la Tierra modificó la órbita de 2024 MK, acortando su período orbital en unos 24 días. Aunque la gravedad terrestre lo acercó, el objeto no representa una amenaza, y su próxima aproximación será en 3037.
Si bien no iba a impactar con la Tierra, un asteroide de su tamaño podría causar daños considerables si lo hiciera. El descubrimiento de 2024 MK poco antes de sus encuentros cercanos con la Tierra pone de relieve la necesidad constante de mejorar nuestra capacidad para detectar asteroides potencialmente peligrosos y asteroides cercanos a la Tierra.

## Características físicas
Las observaciones han demostrado que el asteroide 2024 MK presenta una composición muy similar a la de una condrita L común. Tampoco se detectaron depósitos superficiales de agua o hidróxido en 2024 MK.
Su paso orbital cercano a la Tierra tampoco afectó significativamente su superficie. Si esto hubiera tenido algún efecto en el asteroide, habría sido demasiado leve para ser detectado. Si la superficie de 2024 MK se hubiera renovado significativamente, sería más similar a la de un asteroide de tipo Q. Esto significa que se necesitan múltiples encuentros planetarios cercanos para que un asteroide recupere su superficie.